# André Arbus
André Leon Arbus , nacido en Toulouse Francia, el 17 de noviembre de 1903 y fallecido en París en 1969, fue un arquitecto, diseñador y escultor del siglo XX.
Desciende de una antigua familia de ebanistas de Toulouse. Fue miembro de la Academia de Francia .

## Datos biográficos
Según sus propias palabras André Arbus nació en una carpintería. Estudió en la Ecole des Beaux-Arts de Toulouse y en 1925 participó en la Exposición Internacional y luego periódicamente en el Salón de Artes Aplicadas y los Salones de Otoño. En el Salón de 1925, presentó una peluquería.
En 1932 se trasladó a París, recibió el Premio Blumenthal e hizo una exposición especial en la Galeria des Quatre Chemins.
En 1936, André Arbus recibió su primera orden oficial: la decoración del Ministerio de Agricultura.
En la Exposición Internacional de 1937, presentó "Una casa en Ile-de-France", "La casa de una familia francesa, un restaurante en el Centro Regional y varios juegos de muebles.
dejando a un lado su importante participación en los Salones de Artes decorativas y Exposiciones , representó a Francia , en la Exposición Internacional de Nueva York en 1939.
Entre los artistas con los que colaboró se encuentran: Vadim Androusov, Henry Parayre y Sylva Bernt.
A partir de 1946 se convirtió en uno de los proveedores habituales de los muebles nacionales, bajo la dirección de George Fontaine, llevó a cabo un ambicioso programa de los departamentos de muebles y de los palacios nacionales de Francia. Participó en el rejuvenecimiento de la Rambouillet y el Palacio del Elíseo con sus amigos Sue Louis y Jean-Charles Moreux. Entre 1947 y 1951 fue el arquitecto del faro Planier frente a la costa de Marsella.
A partir de 1950, expuso sus obras de escultura en el Salon des Tuileries y el Salón de Otoño. En 1952 creó su primera escultura en bronce para muebles.
Desde 1965 hasta su muerte en 1969 fue miembrolibre de la Academia de Francia .

## Obras
Entre las mejores y más conocidas obras de André Arbus se incluyen innumerables piezas de mobiliario, así como dibujos de sus diseños.
También realizó trabajos arquitectónicos, como el citado faro de Marsella o las obras en la Catedral Saint-Gervais et Saint-Protais en Saint-Cyr

### Esculturas
Entre las esculturas realizadas por André Arbus, se encuentran:
- el Busto del pintor Martin-Roch en bronce, del que existen al menos dos copias: una en el Museo de Bellas Artes de Marsella[6] y otra en el Museo de Bellas Artes de Burdeos[7]

- el Busto de Louis Sue (1875-1968) en el Museo de la Annonciade,[8] en Saint-Tropez;[9]

- Le guerrier Foudroye, estatuilla en el Museo de Bellas Artes de Marsella[10]